# جوش ماثيوز
جوش ماثيوز (بالإنجليزية: Josh Mathews)‏  (25 نوفمبر 1980)،  مذيع وصحفي ومصارع أمريكي محترف معتزل ظهر ولأول مره عام 2001 وإعتزل عام 2006 ولقد عمل في اتحاد دبليو دبليو إي في الفترة 2002-2014 ويعمل حاليا في اتحاد تي إن إيه.

## روابط خارجية
- جوش ماثيوز على موقع IMDb (الإنجليزية)
- جوش ماثيوز على موقع قاعدة بيانات الفيلم (الإنجليزية)
- جوش ماثيوز على موقع دبليو دبليو إي (الإنجليزية)
- جوش ماثيوز على موقع CageMatch worker (الإنجليزية)
- جوش ماثيوز على موقع قاعدة بيانات المصارعة على الإنترنت (الإنجليزية)
- جوش ماثيوز على موقع عالم المصارعة على الإنترنت (الإنجليزية)
- جوش ماثيوز على موقع عالم المصارعة على الإنترنت (الإنجليزية)